# Пружний гістерезис

Пружний гістерезис гумового матеріалу. Площа петлі гістерезису характеризує розсіювання енергії у вигляді тепла в результаті внутрішнього тертя

Пру́жний гістере́зис (англ. elastic hysteresis) — відставання деформації пружного тіла від напруження за фазою, у зв'язку з чим у кожен момент часу величина деформації тіла є результатом його попередньої історії.

## Природа пружного гістерезису
В області пружної деформації, де діє закон Гука, у металів і сплавів спостерігається ряд відхилень від чисто пружної поведінки. До важливих проявів неповної пружності металів належить пружна післядія.
Механізм пружної післядії може бути пов'язаний з переміщенням точкових дефектів, наприклад, у металах з ОЦК ґратками — атомів домішок проникнення. До навантаження ці атоми розміщуються у міжузловинах (наприклад, на середині ребер кубічних ґраток) статистично рівномірно. Під дією напруження відбувається поступовий перерозподіл домішкових атомів — вони прагнуть зайняти міжвузловини на ребрах уздовж осі навантаження, де вони викликають найменші спотворення ґраток. У результаті ґратки і весь зразок залишково подовжуються у напрямі дії навантаження. Причому відбувається це не миттєво. Оскільки перехід домішкових атомів у нове положення вимагає дифузійних перескакувань, він триває достатньо тривалий час. Після розвантаження відбувається зворотний перерозподіл домішкових атомів, і зразок набуває початкових розмірів.
Швидкість пружної післядії, а також його величина залежать від структури матеріалу та умов його випробування. Збільшення гетерогенності структури, неоднорідність пластичної деформації, полегшення її під впливом різних факторів підсилюють ефект пружної післядії. Наприклад, підвищення температури різко збільшує швидкість післядії (у цинку — на 50% при підвищенні температури на 15 °С).
Таким чином, у металах ще до початку макропластичної деформації, на пружній ділянці кривої «напруження—деформація» можливі непружні явища, такі як рух дислокацій, точкових дефектів, переміщення атомів у області меж зерен тощо. Ці явища, що супроводжуються місцевими пластичними деформаціями, спостерігаються за дуже малих напружень і мають важливе практичне значення.
Непружні ефекти проявляються у вигляді внутрішнього тертя, що характеризує необоротні втрати енергії всередині металу. Лінії діаграми деформування в координатах «напруження-деформація» при навантаженні й розвантаженні через неповну пружність металів не збігаються, а утворюють петлю пружного гістерезису. Площа петлі {\displaystyle \Delta U} є пропорційною до частки енергії пружності, що перетворилась у тепло. Для відносного оцінювання величини пружного гістерезису використовують співвідношення:
{\displaystyle \Psi ={\frac {\Delta U}{U}},}
де U — енергія пружної деформації. {\displaystyle \Psi } є однією з мір внутрішнього тертя в твердих тілах, що вказує на безпосередній зв'язок пружного гістерезису із внутрішнім тертям. У металевих матеріалів у межах пружної деформації {\displaystyle \Psi <1}, у ґумоподібних речовин, пластмас та металів після великих пластичних деформацій можуть бути випадки {\displaystyle \Psi >>1}. В анізотропних кристалів та у деревини петлі пружного гістерезису різняться за осям анізотропії, а у гуми та пластмас за нелінійності пружних деформацій мають особливу, часто нестабільну форму.

## Види пружного гістерезису
Розрізняють два види пружного гістерезису: статичний і динамічний.

### Статичний пружний гістерезис
Статичний пружний гістерезис має місце як в умовах статичних, так і циклічних навантажень під дією напружень, близьких до границі пружності. У цьому випадку петля пружного гістерезису не залежить від швидкості навантажування чи частоти коливань, але може змінюватись при багатократних навантаженнях, що вказує на зв'язок між явищами пружного гістерезису та втомою матеріалів.
Причинами, що викликають статичний пружний гістерезис, є:
- тертя у кристалічній ґратці при русі дислокацій (сили Паєрлса);
- оборотне вигинання дислокацій (без зміни їх щільності та розподілу), закріплених атомами домішок, точковими дефектами та іншими дислокаціями;
- анігіляція дислокацій, а також поява в окремих зернах полікристалічного матеріалу локальної пластичної деформації, що створює у матеріалі залишкові напруження, які при зміні напрямку навантаження тіла викликають локальну пластичну деформацію протилежного знаку.

При циклічній зміні напруження пружна енергія незворотно перетворюється у тепло. Оскільки внутрішні процеси, що приводять до статичного пружного гістерезису, мають місце за напружень, що викликають пластичну деформацію, то цей вид пружного гістерезису становить інтерес при вивченні втоми матеріалів.
У деяких кристалічних твердих розчинах (переважно металевих) при статичному навантаженні спостерігають петлі пружного гістерезису нерегулярної форми. Це пов'язують з так званою псевдопружною поведінкою матеріалів, у яких під впливом прикладених навантажень відбувається мартенситне перетворення за температур, вищих від температури рівноваги системи «вихідна фаза — мартенсит». При знятті навантаження відбувається пружнозворотне перетворення «мартенсит — вихідна фаза». У цьому випадку металеві розчини ведуть себе як гума, проявляючи псевдопружну деформацію величиною порядку декількох відсотків.

### Динамічний пружний гістерезис
Динамічний пружний гістерезис спостерігають при циклічно змінних напруженнях, максимальне значення яких є суттєво меншим за границю пружності. Причиною цього виду пружного гістерезису є непружність та/або в'язкопружність. При непружності, окрім чисто пружної деформації згідно із законом Гука, існує складова, яка повністю зникає після зняття напружень, але з деяким запізненням, а при в'язкопружності ця складова повністю згодом не щезає. Як за непружної, так і в'язкопружної поведінки величина {\displaystyle \Delta U} не залежить від амплітуди деформації й змінюється з частотою зміни напружень. Динамічний пружний гістерезис виникає як результат явищ термопружності, магнітопружних явищ, а також зміни розташування точкових дефектів й розчинених атомів у кристалічній ґратці тіла під дію прикладених напружень.

## Експериментальні дослідження
Експериментальне вивчення пружного гістерезису проводять за прямим записом петель (за допомогою механічної, оптичної, чи електровимірювальної апаратури з реєстрацією зусилля та деформації), загасанням вільних коливань, вимірюванням резонансних піків амплітуд вимушених коливань або ширини резонансної кривої. При цьому також можуть вимірювати потужність резонансного збудження, зсув фаз між силами й переміщеннями, оцінювати тепловіддачу й проводити пряме калориметрування виділеного тепла.

## Практичне значення
Явище пружного гістерезису як прояву пружної недосконалості властиве для всіх твердих тіл й спостерігається навіть за температур, близьких до абсолютного нуля. Воно є причиною загасання вільних коливань пружних тіл, загасання в них звуку, зменшення коефіцієнта відновлення за непружного удару й обумовлює необхідність затрати зовнішньої енергії для підтримання вимушених коливань.
Внутрішньому тертю останніми роками надається велика увага. Це пов'язано з великим практичним значенням здатності металевих матеріалів до розсіювання енергії при навантаженні в пружній області. Знання величини внутрішнього тертя необхідне для грамотного вибору матеріалу, що працює в певних умовах. Наприклад, демпфувальні матеріали для різного роду амортизацій, що здатні швидко гасити коливання, повинні мати велике внутрішнє тертя (погашення коливань в пружних демпферах чи обмеження їх в лопатях повітряних чи гребних гвинтів, лопатях, дисках, валах турбін та двигунів).
Навпаки, багато деталей вимірювальних приладів не повинні розсіювати пружну енергію, щоб забезпечити малу інерційність і високу точність вимірювань. Такі деталі повинні виготовлятися з матеріалів із малим внутрішнім тертям.
Не менший інтерес становить внутрішнє тертя як метод дослідження тонкої структури металів і сплавів. Особливо цінну інформацію цей метод дає про концентрацію і рухливість точкових дефектів, структуру дислокації, кінетику початкових стадій старіння, зокрема деформаційного тощо.